# Espineta campestre
El espineta campestre (Calamanthus campestris) és un ocell de la família dels acantízids (Acanthizidae).

## Hàbitat i distribució
Habita el camp obert amb densa cobertura d'Austràlia meridional i sud-oriental, al sud i nord d'Austràlia Meridional, nord-oest de Victòria, oest de Nova Gal·les del Sud, centre d'Austràlia Occidental.